# ميرال تشيتينكيا
ميرال تشيتينكيا (بالتركية: Meral Çetinkaya)‏ ممثلة مخضرمة من مواليد مدينة بورصا عام 1945، مثلت في العديد من المسرحيات المهمة على مسارح البلديات. عملت في أكثر من 30 فيلمًا سينمائيًا، وأكثر من عشر مسلسلات أهمها «أُناسنا» بين عامي 1989-2002 والذي يعتبر من كلاسيكيات المسلسلات التركية. كما عملت في عدة مسرحيات ونالت عدة جوائز وأخيرًا نالت جائزة أفضل مساعد ممثلة لدورها في مسلسل على مر الزمان والتي جسدت دور الجدة (صفا أكارسو)، لعام 2012 لجوائز انطاليا للتلفزيون.

## روابط خارجية
- ميرال تشيتينكيا على موقع IMDb (الإنجليزية)
- ميرال تشيتينكيا على موقع قاعدة بيانات الأفلام العربية
- ميرال تشيتينكيا على موقع ألو سيني (الفرنسية)
- ميرال تشيتينكيا على موقع أول موفي (الإنجليزية)
- ميرال تشيتينكيا على موقع قاعدة بيانات الأفلام السويدية (السويدية)
- ميرال تشيتينكيا على موقع قاعدة بيانات الفيلم (الإنجليزية)
- ميرال تشيتينكيا على موقع كينوبويسك (الروسية)